# 歐曉濤
歐曉濤（1980年2月11日—），籍貫遼寧撫順，中國男子自由式滑雪運動員。

## 生涯
歐曉濤於10歲就開始接受自由式滑雪的訓練，在2003年哈爾濱的第十屆全國冬季運動會中的男子自由式滑雪空中技巧自選小項中贏得金牌，同年在捷克和加拿大的世界杯取得季軍。
2004年，歐曉濤再次於加拿大的世界杯取得季軍，而在澳洲世界杯就獲亞，次年世界杯中，歐曉濤首奪冠軍。都靈冬季奧運中，歐曉濤在自由式滑雪男子空中技巧小項的初賽中以180.31的總得分排名第23位，是眾隊友之一，成績最差的一位，無緣決賽。